# Mont Huntington
Pour les articles homonymes, voir Huntington.
Le mont Huntington (en anglais : Mount Huntington) est une montagne située au centre de la chaîne d'Alaska, à environ 13 km au sud-sud-est du mont McKinley. Il se trouve à 10 km à l'est du mont Hunter. Le mont Huntington, bien que moins élevé que le mont McKinley, présente des flancs plus escarpés.
Le mont Huntington est gravi pour la première fois en 1964 par une expédition française conduite par l'alpiniste français Lionel Terray, via le Northwest Ridge, qui sera renommé à partir de cette date French Ridge. Un reportage spécial de l'émission Les Coulisses de l'exploit est consacré à cette ascension, film dont Lionel Terray est le narrateur principal. La deuxième ascension, l'année suivante, par le West Face/West Rib, est relatée par David Roberts dans The Mountain of My Fear. 
La première ascension de la face Nord, la quatrième au total, a lieu en 1978, et est relatée par Simon Mc Cartney dans Les Fantomes du Denali.
L'accès au sommet peut se faire soit par le glacier Ruth depuis West Fork (sur la face nord de la montagne), soit par le glacier Tokositna (en) (sur la face sud).

## Ascensions notables
- 1964 : French Ridge par Lionel Terray et al.
- 1965 : Harvard Route (VI 5.9 A2 70-degree ice) par David Roberts, Ed Bernd, Don Jensen, Matt Hale[4].
- 1978 : North Face par Jack Roberts et Simon McCartney, sommet atteint le 6 juillet 1978[5].
- 1978 : Southeast Spur par Joseph Kaelin, Kent Meneghin, Glenn Randall et Angus M. Thuermer, Jr., sommet atteint le 9 juillet 1978[6].
- 1980 The British Route, East Face Roger Mear, Steve Bell, sommet atteint le 16 mai 1980[7].
- 1981 : Colton-Leach Route, West Face par Nick Colton et Tim Leach.
- 1989 : Nettle-Quirk Route par Dave Nettle et James Quirk, sommet atteint le 24 mai 1989[8].
- 2017 : Gauntlet Ridge, première ascension intégrale de l'arête sud par Clint Helander et Jess Roskelley[9].
- 2023 : The Technicolour Superdream (M6+, AI5+, A2, 1 300 m) par Zach Colbran (CAN), Grant Stewart (CAN) et Dane Steadman (USA)[10].

### Sources et bibliographie
- (en) Michael Wood et Colby Coombs, Alaska : A Climbing Guide, Seattle, Mountaineers Books, 2002, 206 p. (ISBN 0-89886-724-X, lire en ligne)
- (en) Lionel Terray (trad. Geoffrey Sutton), Conquistadors of the Useless : From the Alps to Annapurna, Victor Gollancz Ltd., 1963, 370 p. (ISBN 0-89886-778-9), p. 353–363